# Lucemburské hrabství
Lucemburské hrabství (lucembursky Grofschaft Lëtzebuerg, německy Grafschaft Luxemburg, francouzsky Comté de Luxembourg) byl státní útvar existující v letech 1059–1353. Od počátku své existence byl součástí Svaté říše římské. V roce 1354 bylo císařem Karlem IV. povýšeno na vévodství.

## Historie
Síla země v následujících stoletích po vzniku lucemburského hradu stoupala. Zlatou dobou středověké historie Lucemburska bylo panování dynastie obecně známé jako Lucemburkové. Podle spisu Jana z Arrasu odvozovali Lucemburkové svůj původ od bájné víly Meluzíny. Skutečnou zakladatelkou rodu však byla hraběnka Ermesinda (asi 1186–1247), jediný potomek hraběte Jindřicha IV. Slepého.

### Lucembursko ve svazku s českými zeměmi
Roku 1308 se rodu lucemburských hrabat dostalo velké cti: Jindřich VII. Lucemburský byl po smrti Albrechta Habsburského zvolen králem v římskoněmecké říši. Poté, co jeviště dějin tak dramaticky roku 1306 opustili Přemyslovci, byl Jindřichovi roku 1310 nabídnut český trůn pro jeho jediného syna Jana. V Janovi Lucemburském se protnuly hned tři nástupnické principy: otec mu udělil Čechy v léno, oženil se s Eliškou Přemyslovnou a šlechta ho uznala za krále. Lucemburské hrabství se v roce 1354 přičiněním Karla IV. stalo vévodstvím.